# Vénus et Mars (Véronèse)
Vénus et Mars est une peinture réalisée dans les années 1570 par l'artiste italien de la Renaissance Paolo Véronèse. Elle est conservée au Metropolitan Museum of Art de New York.
La peinture a été commandée par l'empereur Rodolphe II et était l'une des trois œuvres mythologiques et sur le thème de l'amour commandées à l'artiste. Les deux autres sont à la Frick Collection à New York : L'allégorie de la Vertu et de la Performance et l'Allégorie de la source de la Sagesse et du Pouvoir. Il traite de l'amour romantique de la déesse romaine de l'amour Vénus et du dieu de la guerre Mars, tel que décrit dans les Métamorphoses d'Ovide.

## Description
La rencontre des deux amants se déroule dans un décor idyllique et paisible. Sur la gauche se tient la déesse nue, avec sa main gauche enlaçant Mars venant d'arriver, assis devant elle en armure. La main droite de Vénus repose sur le sein d'où s'écoule le lait, soulignant sa féminité. Sur le côté droit se trouve le cheval du dieu de la guerre, apprivoisé par un des Amours. Sa silhouette est basée sur des monuments équestres antiques. La musculature soulignée de l'animal exprime sa force, et sa tête inclinée et ses yeux calmes adoucissent son image. Les deux putti représentés sont la clé de l'interprétation de l'œuvre. Le premier cheval apprivoisé symbolise la subduction des désirs amoureux du dieu Mars, le contrôle des passions. Le deuxième putto, qui a noué le ruban autour des jambes de Vénus, symbolise l'union des amants dans l'amour éternel et l'harmonie d'une époque sans guerres. Le lait du sein de Vénus symbolise la richesse de la paix, qui est la nourriture de l'humanité. L'artiste a signé sur un disque de pierre : « PAVLUS VERONENSIS F ».

## Provenance
En 1621, un catalogue a été fait des œuvres de la collection de Rodolphe II au château de Prague. Au fil des siècles, le tableau a eu de nombreux propriétaires et a circulé dans toute l'Europe. Il appartenait à Ferdinand III de Habsbourg, et après l'invasion suédoise de Prague en 1648, il entra dans la collection de la reine Christine de Suède et fut emporté avec elle dans son exil romain. Il passe ensuite à la famille Odescalchi, puis à la célèbre collection de la maison d'Orléans à Paris. En 1792, il passa à la collection Edouard de Walckiers à Bruxelles mais revint à Paris en 1798, puis alla à Londres. Après plusieurs propriétaires anglais, le tableau fut vendu en 1910 au Metropolitan Museum of Art.